# Carlos Patoni
Carlos Patoni (Guanaceví, Durango, México, 15 de septiembre de 1853-Tehuacán, Puebla, México, abril de 1918) fue un político e ingeniero topógrafo mexicano.
Hijo de Dolores Ruiz y José María Patoni. Nació en la población minera de Guanaceví. Al ocurrir el asesinato de su padre, la familia se trasladó a los Estados Unidos y en colegios de California estudió su carrera de ingeniero topógrafo.
De regreso a México, vivió un tiempo en la Región Lagunera, para establecerse después en la ciudad de Durango, dedicado a la topografía. En compañía del ingeniero Pastor Rouaix, levantaron una carta geográfica del Estado de Durango en el año de 1905, sin ayuda del gobierno, la cual se publicó hasta 1917. Fue publicada por la Dirección de Estudios Geográficos de la Secretaría de Fomento que estuvo a cargo del Ing. Pastor Rouaix. Además de eminente topógrafo y geógrafo, el ingeniero Patoni fue un botánico muy competente, profundo conocedor de la flor durangueña de la que hizo importantes estudios fundamentalmente de las plantas del desierto, como el guayule, la candelilla, el sotol y el nopal.
Tenía su jardín botánico particular y publicó valiosas monografías de sus estudios realizados, que lo colocaron entre los sabios naturalistas mexicanos más ilustres. Sus ideas liberales lo hicieron Gobernador Constitucional del Estado. La falta de recursos por la que atravesaba el estado, las pasiones y la efervescencia política propia de una revolución mal hecha; lo hicieron renunciar en enero de 1913. Se retiró a los Estados Unidos.
Volvió al país al triunfo de la revolución constitucionalista y figuró como secretario de Fomento en el efímero gobierno convencionalista del general Roque González Garza. Vuelto el gobierno de Venustiano Carranza a la capital de la república, la secretaría de fomento, diseñó un plan para propagar la planta del guayule en las regiones áridas del sur de Puebla y norte de Oaxaca, por la gran estimación que tenía entonces esta planta como productora del hule. Se nombró al ingeniero Carlos Patoni director de un campo experimental en Tehuacán, Puebla, actividad en la que, le sorprendió la muerte en abril de 1918.